# Uppsala län
Koordinaten: 60° 12′ N, 17° 49′ O

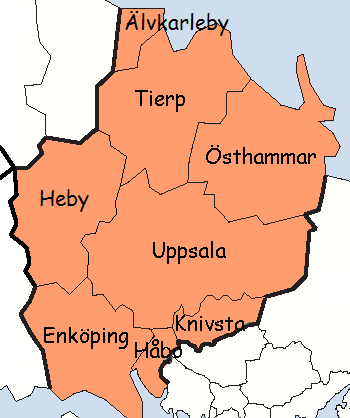
Gemeinden in Uppsala län

Uppsala län ist eine Provinz (län) in Schweden.

## Geographie
Das Territorium von Uppsala län macht 1,7 % der Fläche des schwedischen Staatsgebietes aus. Am 1. Januar 2007 wechselte die Gemeinde Heby aus der Provinz Västmanlands län in die Provinz Uppsala län über. Dies wurde in einer Volksbefragung im Jahre 1998 von 57,7 Prozent der Bevölkerung gewollt. Am 23. September 2005 wurde dann der formelle Beschluss dafür gefasst.

## Bevölkerung
Der Anteil an der Gesamtbevölkerung Schwedens beträgt 3,3 %.

## Gemeinden und Orte

### Gemeinden
Uppsala län besteht aus acht Gemeinden.
| Gemeinde   | Einwohner |
| ---------- | --------- |
| Älvkarleby | 009.552   |
| Enköping   | 048.591   |
| Håbo       | 022.973   |
| Heby       | 014.345   |
| Knivsta    | 021.193   |
| Östhammar  | 022.138   |
| Tierp      | 021.104   |
| Uppsala    | 248.016   |

(Stand: 31. Dezember 2024)

### Größte Orte
- Uppsala (140.454)
- Enköping (21.121)
- Bålsta (14.147)
- Sävja (9.684)
- Knivsta (7.081)
- Storvreta (6.347)
- Skutskär (6.075)
- Tierp (5.587)

(Einwohner Stand 31. Dezember 2010)